# كيفن أثيرتون
كيفن أثيرتون (بالإنجليزية: Kevin Atherton)‏ هو فنان تشكيلي بريطاني، ولد في 1950 في جزيرة مان.